# Ferdinando Terruzzi
Ferdinando Terruzzi (ur. 17 lutego 1924 w Sesto San Giovanni, zm. 9 kwietnia 2014 w Sarteano) – włoski kolarz torowy i szosowy, mistrz olimpijski.

## Kariera
Największy sukces w karierze Ferdinando Terruzzi osiągnął w 1948 roku, kiedy wspólnie z Renato Peroną zdobył złoty medal wyścigu tandemów podczas igrzysk olimpijskich w Londynie. W finale reprezentanci Włoch pokonali ekipę Wielkiej Brytanii w składzie: Reg Harris i Alan Bannister. Był to jedyny medal wywalczony przez Terruzziego na międzynarodowej imprezie tej rangi. Był to również jego jedyny start olimpijski. Pięciokrotnie zdobywał medale torowych mistrzostw kraju, ale nigdy nie zwyciężył. Ponadto wielokrotnie stawał na podium zawodów cyklu Six Days, w 25 razy wygrywał. Startował również w wyścigach szosowych, ale nie odnosił większych sukcesów. Nigdy nie zdobył medalu na szosowych, ani torowych mistrzostwach świata.